# Jeunes marins reporters
Jeunes marins reporters est une série documentaire de 13 minutes diffusée du 3 au 21 février 1997 sur La Cinquième. Elle fut ensuite rediffusée sur Canal J et Gulli.

## L'émission
Des enfants sont embarqués sur Fleur de Lampaul, un voilier breton, où ils vont faire le tour du monde durant un an. Dans cette grande aventure, ils vont faire des découvertes sur les merveilles de la nature et réalisé eux-mêmes certaines séquences du reportage. Ils vont faire la rencontre des Indiens Wayana d'Amazonie, ou bien des baleines et diverses créatures marines.